# Metamaterial

## Định nghĩa
Metamaterial là một loại vật chất nhân tạo, mà tính chất của nó phụ thuộc cấu trúc nhiều hơn là thành phần cấu tạo. Cho tới nay có rất nhiều khái niệm liên quan tới tên Metamaterial (chúng ta tạm gọi "siêu vật liệu"). Tại sao lại có tên này, "meta" là bổ đầu ngữ nguyên gốc từ Hy Lạp, có nghĩa "siêu", "vượt cấp", như vậy tên metamaterial thường được sử dụng cho một vật liệu có tính chất khác thường. Thuật ngữ đã được đặt ra vào năm 1999 do Rodger M. Walser của Trường Đại học Texas tại Austin. Ông đã xác định metamaterial như vật liệu kết hợp nhân tạo, 1, 2 hoặc ba chiều, cấu trúc chu kì được thiết kế để tạo ra những đặc tính vật lý không có sẵn trong tự nhiên.

## Nguyên lý chung
Siêu vật liệu metamaterial được chế tạo bằng cách sắp xếp những cấu trúc vi mô, được gọi là các "nguyên tử", để có thể tạo ra các tính chất vật lý vĩ mô (chủ yếu là tính chất điện từ) theo ý muốn. Những tính chất này có thể đã tồn tại nhưng khó khai thác và điều khiển, và thậm chí không tồn tại trong những vật liệu tự nhiên mà con người từng biết. Sự sắp xếp các cấu trúc vi mô có thể theo 1 trật tự (tuần hoàn, trật tự gần, trật tự xa hoặc fractal) hoặc hỗn loạn. Các cấu trúc "nguyên tử" này có thể là đối xứng hoặc bất đối xứng, đẳng hướng hoặc bất đẳng hướng, được làm từ kim loại hoặc điện môi, có thể là chất phi từ hoặc sắt từ, và quan trọng nhất là có kích thước nhỏ hơn từ 7-10 lần so với bước sóng hoạt động của siêu vật liệu (xem "Effective Medium Theory of Left-Handed Materials", Phys. Rev. Lett. 93 107402 (2004)).
Chúng ta đều biết tính chất điện từ của mỗi một loại vật liệu được đặc trưng bởi hai đại lượng vật lý: độ từ thẩm và hằng số điện môi. Sự lan truyền của sóng điện từ trong vật liệu liên quan chặt chẽ tới hai đại lượng này. Nguyên lý cơ bản của metamaterial là tạo ra các mạch cộng hưởng điện từ từ những cấu trúc "nguyên tử", có khả năng điều khiển riêng biệt hai đại lượng này, điều mà không thể làm được với các vật liệu tự nhiên. Sự truyền sóng điện từ trong metamaterials do đó cũng có thể dự đoán, thiết kế trước và điều chỉnh theo ý muốn. Hiện nay nghiên cứu về metamaterial đã mở rộng ra cho cả lĩnh vực sóng âm.

## Metamaterial điện từ

Một so sánh so với dạng vật chất thông thường (phía trên chỉ khúc xạ thường, phía dưới dạng khúc xạ kiểu meta)

Metamaterial có tầm quan trọng đặc biệt trong điện từ học(đặc biệt là quang và quang tử). Nó hứa hẹn cho một loạt các ứng dụng về quang hoc và vi sóng như tia dẫn hướng, bộ biến điện, bộ lọc thông dải, các loại thấu kính, bộ ghép vi sóng, và dây ăngten rada.
Để kết cấu ảnh hưởng đến sóng điện từ, metamaterial phải có cấu trúc nhỏ hơn bước sóng của bức xạ điện từ tương tác với nó. Ví dụ, nếu metamaterial thể hiện như một vật liệu đồng nhất đặc trưng một cách chính xác bởi một hệ số chiết suất tác động, kích thước đặc trưng phải nhỏ hơn nhiều so với những bước sóng. Với ánh sáng nhìn thấy, có bước sóng nhỏ hơn một micrometre (560 nanometers cho ánh sáng mặt trời), các cơ cấu này có thể bằng một nửa hoặc ít hơn một nửa kích thước này; nghĩa là, ít hơn 280 nanometres. Đối với bức xạ vi-ba, các cơ cấu chỉ cần được xếp trật tự trên 1 decimetre. metamaterial cho vi sóng gần như luôn luôn là nhân tạo, cấu trúc như một dãy các thành phần dây dẫn có phù hợp đặc điểm điện môi và điện dung.
Metamaterial thường là 1 cấu trúc có chu kì, và như vậy nó có nhiều tương đồng với quang tử bán dẫn và mặt chọn tần số. Tuy nhiên có chú ý rõ ràng với metamateril, đặc điểm của chúng là có kích thước tương ứng với bước sóng ánh mà chúng hoạt động, và vì vậy có thể không được coi như là một vật liệu đồng nhất.
Hiện tượng tán xạ của sóng điện từ trong môi trường có chiết suất âm so sánh về tính chiết quang nghịch metamaterial với một vật liệu bình thường.
Lý do chính nhà nghiên cứu đã khảo sát metamaterial là khả năng tạo ra một cấu trúc với một hệ số chiết suất âm, tính chất này không xuất hiện trong tự nhiên. Hầu như tất cả các vật liệu quang học, chẳng hạn như kính hoặc nước, đều có giá trị dương cho độ thẩm ε và độ xuyên μ. Tuy nhiên, nhiều kim loại (chẳng hạn như bạc và vàng) có độ thẩm ε âm với bước sóng nhìn thấy. Một vật liệu có thể 1 (nhưng không phải cả hai) ε hoặc μ âm thì chắn được bức xạ.
Mặc dù tính chất quang của vật liệu trong suốt được xác định đầy đủ bởi các tham số ε và μ, thực tế hệ số chiết suất n thường được sử dụng, với n được xác định bởi.Tất cả các vật liệu trong suốt có giá trị dương cho ε và μ.
Tuy nhiên, một số metamaterial được thiết kế có ε <0 và μ <0; εμ khi đó mới dương, n là thực tế. Dưới hoàn cảnh như vậy, cần thiết phải lấy âm cho căn bậc 2 n. Nhà vật lý Victor Veselago đã chứng minh rằng các chất có thể truyền ánh sáng. Như vậy có thể coi Veselago (LB Sô viết) là cha đẻ của khái niệm n<0. Cho những ai quan tâm về bài báo đầu tiên khơi nguồn cho MTM tại 
Tiền đề xem xét ở trên thì giản dị thái quá cho vật liệu thực, vì giá trị εμ phải dương. Thực sự của cả hai phần ε và μ không cần phải âm cho một vật liệu để thể hiện chiết suất âm.
Metamaterial có n âm có nhiều tính chất:
• Định luật Snell (N1sinθ1 = N2sinθ2) vẫn còn được áp dụng, nhưng như N2 là âm, các tia sẽ được khúc xạ trên cùng một bên với tia tới.
• Độ dịch chuyển Doopler bị đổi ngược: đó là, một nguồn ánh sáng di chuyển về hướng giảm tần số của nó.
• bức xạ Cherenkov chỉ về hướng khác.
• Vecto Poynting thì ngược với vận tốc pha. Điều này có nghĩa là không giống như vật liệu thuận bình thường, các mặt truyền sóng di chuyển trong phía đối diện hướng dòng chảy của năng lượng.
Đối với mặt phẳng sóng truyền trong metamaterial, điện trường và từ trường và vec tơ sóng tuân theo quy tắc bàn tay trái, vì vậy gọi là left-handed (meta)material. Một số nhà nghiên cứu xem xét sự định tính quy tắc bàn tay trái cho những tính toán vật liệu dạng này.
Ảnh hưởng của hệ số chiết suất âm là sự truyền sóng trong đường chuyển tiếp ngược, và các cấu trúc đã được sử dụng để xác minh một số trong các hiệu ứng được mô tả ở đây.

## Những phát triển và ứng dụng đầu tiên
W.E. Kock là người đầu tiên khám phá ra metamaterial vào cuối 1940. [5] Các tính độc đáo của metamaterial đã được xác minh đầy đủ trong phân tích toàn sóng của Caloz et al. (2001). [6] Tuy nhiên, các cấu trúc Left -Hand đến năm 2002 mới được sử dụng cho ứng dụng vi sóng, vì họ đã có băng thông rất hẹp và đã ít tổn hao. Eleftheriades et al. (2002), và Caloz et al. (2002) cung cấp một phương pháp để nhận metamaterial bằng cách sử dụng phần tử tập trung nhân tạo truyền tải dòng trong công nghệ vi dải. [7] [8
Superlens đầu tiên với chiết suất âm cho độ phân giải gấp ba lần so với giới hạn nhiễu xạ  và đã được chứng minh ở tần số vi-ba tại Trường Đại học Toronto bởi A. Grbic và GV Eleftheriades. [9] về sau, siêu ống kính quang học đầu tiên (một ống kính quang đó vượt quá giới hạn nhiễu xạ) đã được tạo ra và chứng minh vào năm 2005 do Xiang Zhang et al. của UC Berkeley, theo thông báo của tạp chí Khoa học 22/4/2005, [10], nhưng ống kính của họ đã không dựa vào chiết suất âm. Thay vào đó, họ được sử dụng những phim bạc để tăng cường chế độ tắt dần thông qua sự cộng hưởng bề mặt. Ý tưởng này lần đầu tiên được đề xuất bởi John Pendry bình luận về vật lý trong Physical Review Letters.

## Phát triển đặc biệt
Cho tới hiện tại đã có rất nhiều ứng dụng MTM trong việc cải thiện các đặc tính của Ăngten, đặc biệt là Ăngten miếng (patch). Bằng việc kết hợp một lớp MTM trên mặt phẳng đất của anten, gain bức xạ cũng như đặc tính phương hướng của anten có thế tăng lên nhiều lần; Có thể tham khảo một bài cơ bản tại  .
Cũng lưu ý rằng MTM loại này còn có tên Bề mặt trở kháng cao.
Mô hình và so sánh hai loại, cổ điển và một anten MTM:
.
Sau khi tích hợp MTM: 

Ứng dụng mới nhất và đang "nóng" nhất hiện nay của MTM là Vật liệu tàng hình (cloaking) do nhóm Smith và Pendry phát triển; với ứng dụng này, chúng ta có quyền nghĩ về một loại vật liệu mới mà nếu chúng ta được "bao phủ" bởi nó, thì không ai khác có thể nhìn thấy chúng ta cho dù chúng ta đang đứng ngay trước mặt họ. Điều này đặc biệt quan trọng trong quân sự cũng như đời sống. Các thí nghiệm của nhóm Smith (Đại học Duke )  đã đạt tới bước sóng gần của vùng nhìn thấy, thí nghiệm với sóng ánh sáng trong miền nhìn thấy của mắt thường đang được nghiên cứu thêm. Pendy cho nghiên cứu được tham khảo ở đây . Hoặc báo cáo của Duke 

Một minh họa đơn giản: (Có dùng tư liệu của Mr Smith)